# 里斯河畔比贝拉赫
里斯河畔比贝拉赫是德国巴登-符腾堡州的一个市镇。总面积72.16平方公里，总人口32360人，其中男性15735人，女性16625人（2011年12月31日），人口密度448人/平方公里。